# Всеукраїнський страйк залізничників
Всеукраїнський страйк залізничників 1918 — один із найбільших виступів робітників України проти австро-німецьких військ контролю над територією України 1918 та гетьманського уряду (див. Українська Держава, П.Скоропадський). Розпочався 14–15 липня на Здолбунівському, Сарненському та Коростенському вузлах Півд.-Західної залізниці. 16–17 липня до виступу приєдналися залізничники Одеси, Києва, Полісся, Поділля. На чолі стояв страйковий комітет Київського вузла, який оголосив себе Центральним страйкомом. Загалом в Україні діяло 18 залізничних страйкомів. У відповідь на звернення Центрального страйкому від 19 липня застрайкували залізничники Московсько-Київсько-Воронезької залізниці, 20 липня страйк охопив Харківський вузол та Катерининську залізницю, 21 липня – Слобідську, 23 лип. – Півн.-Донецьку. Виступ набув характеру загально-українського і охопив близько 200 тис. учасників. Залізничники вимагали: визнання владою їхньої профспілки, звільнення заарештованих за політичні переконання робітників та поновлення їх на роботі, гарантування недоторканності членів робітничих організацій, впровадження 8-годинного робочого дня. Стати на чолі масового виступу залізничників намагалися більшовики, для чого 19 липня 1918 на загальних зборах представників доріг, які опинилися на окупованій території, було створено при ЦК КП(б)У, який на той час перебував у Москві, Тимчасове організаційне залізничне бюро КП(б)У, очолене А. Близниченком. Посісти керівні позиції більшовикам вдалося лише у страйкомах найбільших вузлових станцій, серед робітників головних залізничних майстерень та депо. Страйк підтримали залізничники Бессарабії, Білорусі, Криму, а також ін. загони українських робітників на Донбасі, у Катеринославі (нині м. Дніпро), Києві, Харкові й частина селянства. Поступово став очевидним політичний характер страйку, що визнали і гетьманський уряд, і окупаційні власті. Останні вдалися до провокаційних спроб розколоти лави страйкуючих, використати штрейкбрехерів, застосувати жорсткі репресії і військово-польові суди. Страйк фінансово підтримувався з РСФРР. У середині липня страйк набув масового характеру. Тоді ж Рада Міністрів Української Держави, скориставшись нормами закону царського уряду від 2 грудня 1905, заборонила страйки на підприємствах державного значення, але страйки не припинялися. Страйковий комітет висунув вимоги політико-економічного характеру. Від 2-ї декади липня 1918 майже зупинився рух на Південно-Західній, Московсько-Києво-Воронезькій, Катерининській та інших залізницях. Страйк тривав до середини серпня 1918. Він зірвав передислокацію австро-німецького війська на Західний фронт і вивезення до Німеччини великої кількості продовольства, сировини тощо, відіграв велику роль у консолідації сил українського національно-визвольного руху.